# شهرستان نوویالینسکی
شهرستان نوویالینسکی (به لاتین: Novolyalinsky District) یک شهرستان در روسیه است که در استان سوردلوفسک واقع شده‌است.